# Manuel Antonio Díez
Manuel Antonio Díez (1838-29 de diciembre de 1916) fue un médico y militar venezolano.

## Biografía
Hijo del también militar y prócer de la independencia de Venezuela Mariano Díez. Estudió  ingeniería y medicina. En 1860, se graduó de teniente de ingenieros en la Academia Militar de Matemáticas y en 1865, de doctor en medicina y cirugía en la Universidad Central de Venezuela.
Fue vicepresidente de la república durante el mandato de Joaquín Crespo 1884-1886, y al terminar Crespo su mandato, entrega el poder a Díez hasta que Antonio Guzmán Blanco asume ese mismo año. Después de haber entregado el poder a Guzmán Blanco continua en la vicepresidencia hasta 1887, cuando Guzmán Blanco elige a Hermógenes López, nuevo vicepresidente. Diez también colabora con Joaquín Crespo en el derrocamiento del doctor Guillermo Tell Villegas en octubre de 1892 y vuelve a la vicepresidencia en ese año.
En 1896 se retira de la vida política y se dedica a la medicina, publicando, entre otros, un Tratado de la alimentación (1896). También escribió estudios y ensayos en varios periódicos y revistas venezolanos: La Opinión Nacional (hasta 1892), en La Semana, el Diario de Caracas y El Cojo Ilustrado (a partir de  1892). En sus últimos años, se dedicó a escribir comedias como El carnaval de Caracas (1911); Perfiles (1913); Cuadros vivos (1913); Mía, tuya, suya (1915) y zarzuelas: Pasado y presente; Pascualina (1915). 